# هجرة رؤوس الأموال
هجرة رؤوس الأموال وتسمى أيضا «هروب رؤوس الأموال» وهي ظاهرة اقتصادية تعني عندما يسحب المستثمرون أموالهم من سوق دولة إلى سوق دولة أخرى بحثا عن بيئة اقتصادية أكثر استقرار.

## مسببات هجرة رؤوس الأموال
تحدث بسبب غياب الاستقرار اقتصاديا أو سياسيا في الدولة، أيضا تعويم عملة الدولة يكون سببا في «هجرة رؤوس الأموال» ويعتبر التضخم في أسعار السلع عاملا مسببا في هجرة رؤوس الأموال.

## تأثير هجرة رؤوس الأموال
عادة ما تكون نتائج هجرة الأموال ذات وقع قوي على اقتصاد أي دولة ومن نتائجها انخفاض في القوة الشرائية للمستهلكين في البلد المتضرر، وأيضا إلى غياب الثروة وارتفاع قيمة صرف العملات الأجنبية.

## أمثلة على ظاهرة هجرة رؤوس الأموال
- في عام 1997م قامت الحكومة الفرنسية برفع الضرائب مما أدى إلى هجرة الأموال وأدت إلى خسائر بقيمة 125 مليار دولار.[1]